# الزارة (سوهاج)
قرية الزارة هي إحدى القرى التابعة لمركز المنشأة بمحافظة سوهاج في جمهورية مصر العربية. حسب إحصاءات سنة 2006، بلغ إجمالي السكان في الزارة 14461 نسمة، منهم 6911 رجل و7550 امرأة.